# 外神田
外神田（そとかんだ）は、東京都千代田区の地名。住居表示実施済み。現行行政地名は外神田一丁目から外神田六丁目。

## 地理
東京都千代田区のうち神田川の北側に張り出した位置にあり、一般的に秋葉原と呼ばれている地区にほぼ相当する。千代田区・神田地域（旧：神田区）の最北端に位置し、文京区（湯島）、台東区（上野）との区境に当たる。

## 歴史
1878年11月2日の郡区町村編制法施行以降、この区域は神田区に属した。1947年3月15日に神田区は麹町区と合併して千代田区が誕生したため、以降千代田区の一部となった。1964年12月1日に、千代田区内では最初に住居表示が実施された。これにより、古くから続く町名の多くが消滅した。
本住居表示実施に対しては、町名保存を求める運動へとつながった（さらに、区議会が全会一致で住居表示実施案の見直しを採択したり、区長の辞任騒動にまで発展した）。この影響もあり神田相生町・神田花岡町・神田練塀町・神田佐久間町一丁目の各一部と神田松永町では、住居表示が実施されないまま現在に至っている。

### 地名の由来
江戸府内より見て神田川（外堀）の外側を「外神田」（内側は「内神田」）と称したことが名前の由来で、1964年の住居表示実施による町名変更の際、この名が新町名に採用された。

### 明治の町割整理
明治2年（1869年）、まず町人地において町割の整理が始まった。
- 神田旅籠町一丁目
- 神田旅籠町二丁目 - 本郷五丁目代地、本郷六丁目代地、湯島学問所御掃除屋敷、湯島三丁目代地、神田明神門前町代地、湯島一丁目代地を編入
- 神田旅籠町三丁目 - 講武所付町屋敷が改称
- 神田金沢町
- 神田花房町 - 神田通船屋敷を編入
- 神田佐久間町一丁目 - 神田柳屋敷を編入
- 神田平河町 - 麹町平河町一丁目代地が改称
- 神田竹町 - 牛込肴町代地、牛込袋町代地が合併、通称を取る
- 神田花田町 - 神田花房町代地、神田須田町二丁目代地南側、神田仲町一丁目北側、神田仲町三丁目北側が合併
- 神田仲町一・二丁目 - 入り組んでいた境界を整理
- 神田亀住町 - 神田六軒町、柳原大門町、神田八軒町、上野町代地が合併
- 神田田代町 - 神田須田町二丁目代地北側、神田小柳町三丁目代地、神田九軒町代地、神田松下町一丁目代地、神田花房町代地、柳原岩井町代地、神田山本町代地西側が合併して神田田代町
- 神田山本町 - 神田山本町代地東側、神田御弓師屋敷が合併
- 神田松富町 - 神田松下町二丁目北側代地・神田松下町三丁目北側代地、永富町三丁目代地が合併
- 神田末広町 - 神田平永町代地、柳原岩井町代地、麹町平河町一丁目代地切地、神田山本町代地飛地、柳原岩井町代地受領屋敷が合併
- 神田台所町 - 神田明神下御台所町、神田明神下御賄手代屋敷が合併
- 神田同朋町 - 神田明神下同朋町が改称
- 神田宮本町 - 神田明神門前町、神田明神表門前、神田明神裏門前、神田明神西町が合併

同年12月12日、神田相生町より火災が発生した。この影響で、神田亀住町全部、神田竹町全部、神田佐久間町一丁目一部（旧神田柳屋敷含む）、神田平河町西側、神田松永町大通・中通、神田相生町飛地が火除地となり、豊前小倉藩小笠原家中屋敷に代地を与えられ、以下の町が成立した。
- 神田栄町 - 屋敷地南部
- 神田元佐久間町 - 屋敷地中央部
- 神田亀住町 - 屋敷地北部

明治5年（1872年）、武家地にも町名が設定され、各々隣接する町に編入されるなどした。
- 神田金沢町 - 大岡家等旗本5軒の武家地を編入
- 神田山本町 - 東隣の武家地（通称新屋敷）を編入
- 神田松富町 - 通り沿い5軒の武家地を編入
- 神田末広町 - 越後村松藩堀家上屋敷、その他武家地を編入
- 神田五軒町 - 信濃上田藩藤井家下屋敷、安房勝山藩酒井家上屋敷、播磨林田藩建部家上屋敷、下野黒羽藩大関家上屋敷、上総久留里藩黒田家上屋敷が合併
- 神田台所町 - 西隣の武家地を編入
- 神田同朋町 - 信濃岩村田藩内藤家上屋敷、旗本黒田家屋敷を編入
- 神田松住町 - 湯島横町が改称
- 神田宮本町 - 神田明神社地、書籍館（旧昌平坂学問所）を編入

明治7年（1874年）火除地に神田花岡町が設定され、一応の整理が完了した。

### 明治〜昭和期の旧町名
外神田一丁目

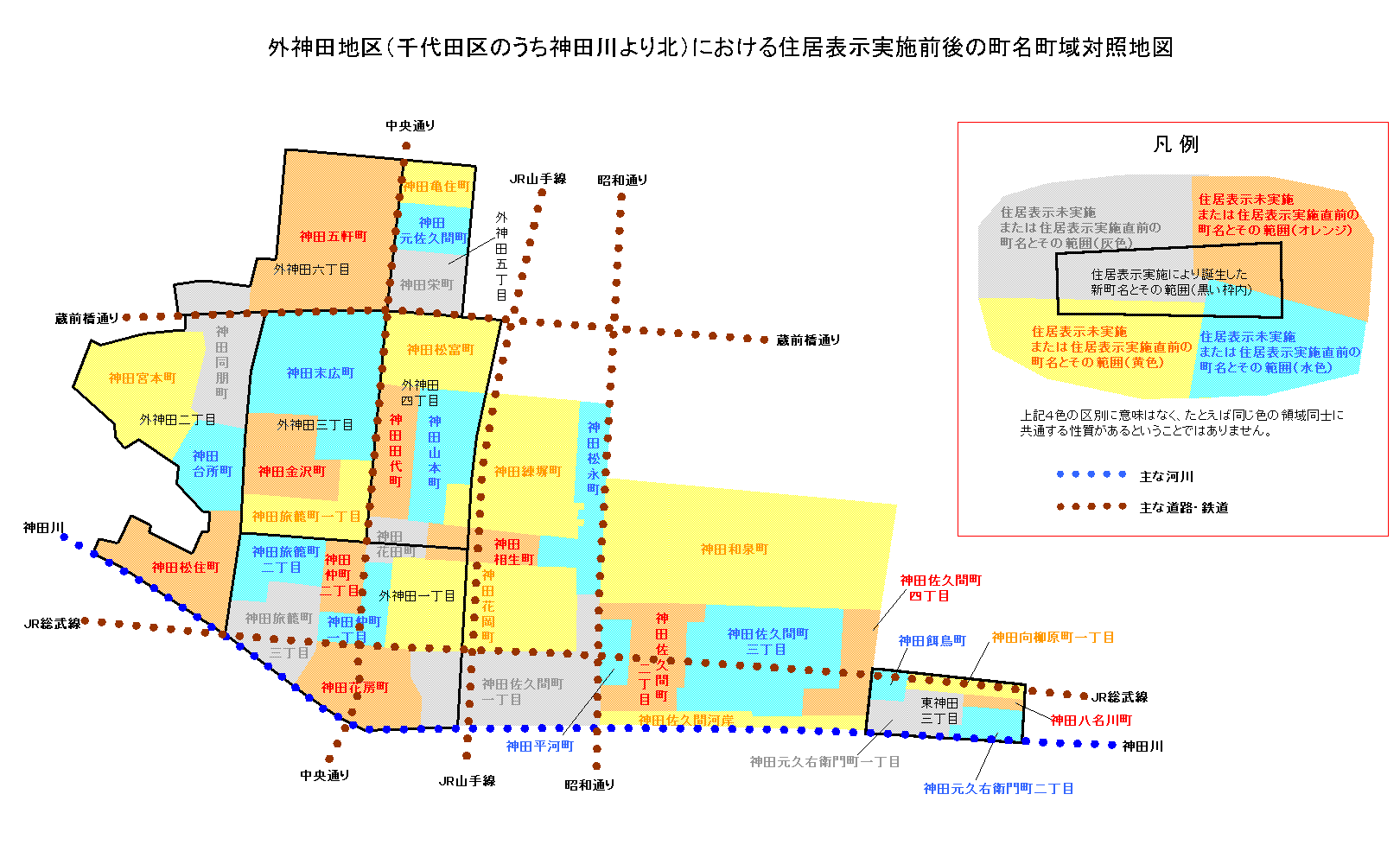
外神田地区における住居表示実施前後の町名町域対照地図

- 神田旅籠町二丁目 / 神田旅籠町三丁目 / 神田仲町一丁目 / 神田仲町二丁目 / 神田花房町 / 神田花田町 / 神田相生町 / 神田花岡町 / 神田佐久間町一丁目（一部）

外神田二丁目
- 神田台所町 / 神田松住町 / 神田宮本町 / 神田同朋町（一部）

外神田三丁目
- 神田金沢町 / 神田末広町 / 神田旅籠町一丁目

外神田四丁目
- 神田田代町 / 神田松富町 / 神田山本町 / 神田花田町 / 神田相生町 / 神田練塀町（一部）

外神田五丁目
- 神田栄町 / 神田亀住町 / 神田元佐久間町

外神田六丁目
- 神田五軒町 / 神田同朋町（一部）

## 世帯数と人口
2025年（令和7年）3月1日現在（千代田区発表）の世帯数と人口は以下の通りである。
| 丁目         | 世帯数    | 人口    |
| ------------ | --------- | ------- |
| 外神田一丁目 | 109世帯   | 159人   |
| 外神田二丁目 | 828世帯   | 1,313人 |
| 外神田三丁目 | 324世帯   | 541人   |
| 外神田四丁目 | 553世帯   | 937人   |
| 外神田五丁目 | 205世帯   | 333人   |
| 外神田六丁目 | 562世帯   | 869人   |
| 計           | 2,581世帯 | 4,152人 |

### 人口の変遷
国勢調査による人口の推移。
| 年                 | 人口  |
| ------------------ | ----- |
| 1995年（平成7年）  | 2,735 |
| 2000年（平成12年） | 2,608 |
| 2005年（平成17年） | 2,988 |
| 2010年（平成22年） | 3,221 |
| 2015年（平成27年） | 3,575 |
| 2020年（令和2年）  | 4,006 |

### 世帯数の変遷
国勢調査による世帯数の推移。
| 年                 | 世帯数 |
| ------------------ | ------ |
| 1995年（平成7年）  | 1,061  |
| 2000年（平成12年） | 1,136  |
| 2005年（平成17年） | 1,487  |
| 2010年（平成22年） | 1,726  |
| 2015年（平成27年） | 2,045  |
| 2020年（令和2年）  | 2,370  |

## 学区
区立小・中学校に通う場合、学区は以下の通りとなる（2017年8月現在）。なお、千代田区の中学校では学校選択制度を導入しており、区内全域から選択することが可能。
- 区域 : 一丁目、二丁目、三丁目、四丁目、五丁目、六丁目　各全域
  - 小学校 : 千代田区立昌平小学校
  - 中学校 : 千代田区立麹町中学校 または 千代田区立神田一橋中学校

## 交通
鉄道
- JR秋葉原駅（■京浜東北線、■山手線、■総武線）
- 東京地下鉄末広町駅（○銀座線）

道路
- 中央通り
- 東京都道403号大手町湯島線（昌平橋通り）
- 東京都道405号外濠環状線
- 蔵前橋通り

バス
- 都営バスS-1 万世橋
- 都営バス茶51 外神田二丁目 / 万世橋

## 事業所
2021年（令和3年）現在の経済センサス調査による事業所数と従業員数は以下の通りである。
| 丁目         | 事業所数    | 従業員数 |
| ------------ | ----------- | -------- |
| 外神田一丁目 | 469事業所   | 22,009人 |
| 外神田二丁目 | 405事業所   | 13,180人 |
| 外神田三丁目 | 498事業所   | 8,429人  |
| 外神田四丁目 | 329事業所   | 17,225人 |
| 外神田五丁目 | 234事業所   | 2,272人  |
| 外神田六丁目 | 364事業所   | 4,983人  |
| 計           | 2,299事業所 | 68,098人 |

### 事業者数の変遷
経済センサスによる事業所数の推移。
| 年                 | 事業者数 |
| ------------------ | -------- |
| 2016年（平成28年） | 2,255    |
| 2021年（令和3年）  | 2,299    |

### 従業員数の変遷
経済センサスによる従業員数の推移。
| 年                 | 従業員数 |
| ------------------ | -------- |
| 2016年（平成28年） | 42,500   |
| 2021年（令和3年）  | 68,098   |

## 施設
公共機関

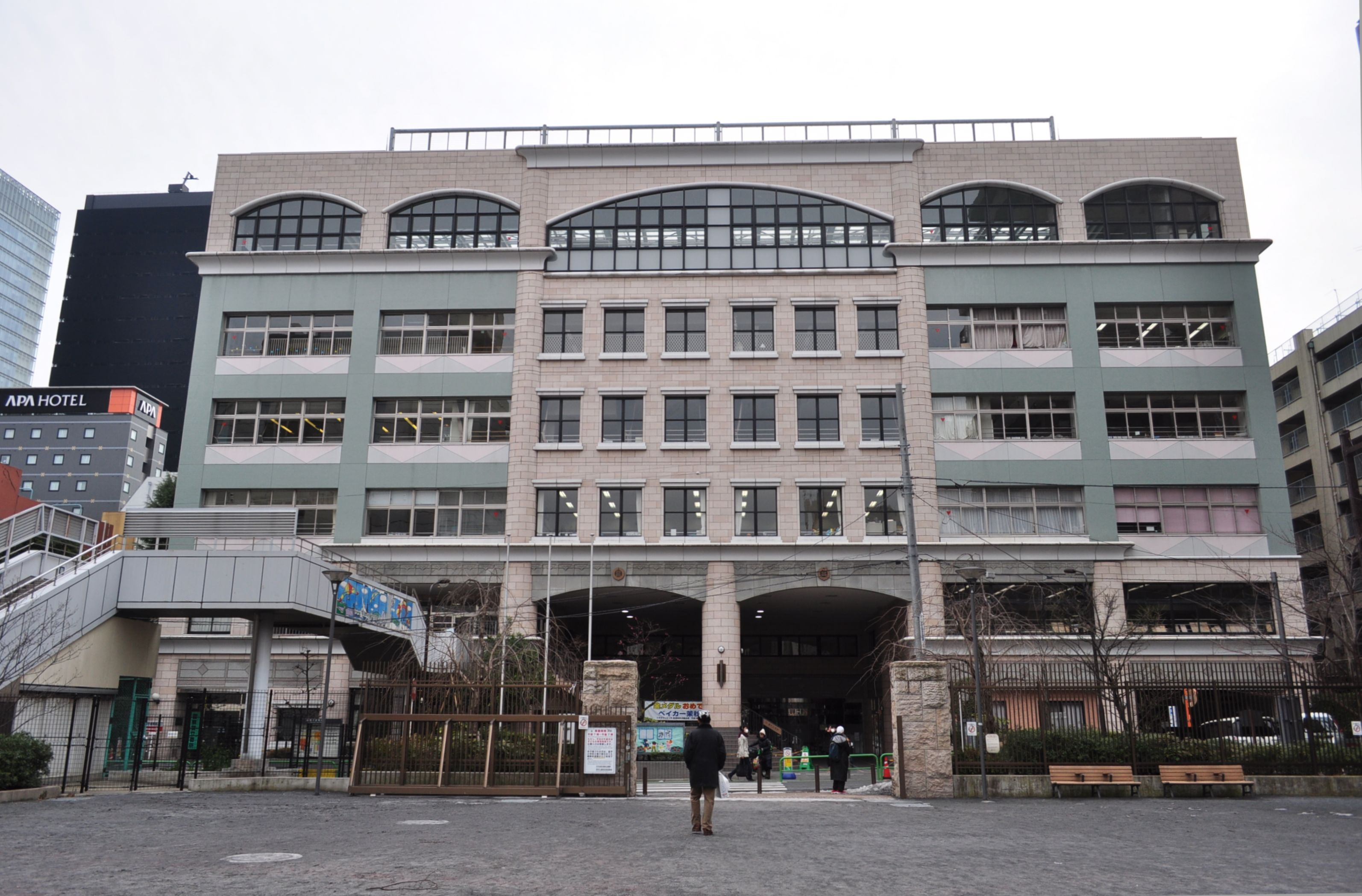
千代田区立昌平小学校（2018年2月3日撮影）

- 神田消防署 - 同町が所在地で、周辺の管轄に当たる。
- 万世橋警察署 - 同町が所在地で、周辺の管轄に当たる。
- akiba:F（アキバ献血ルーム）

教育機関
- 千代田区立昌平小学校 - 昌平幼稚園も同敷地内にある。
- 千代田区立昌平幼稚園

企業
- NTT都市開発
- ロック製菓
- ダイドーリミテッド

神社
- 神田明神

## 観光
名所
- 秋葉原電気街
  - 秋葉原ラジオセンター
  - 秋葉原ラジオ会館
  - 各種家電量販店
  - 各種アニメショップ・同人ショップ
- AKIBAカルチャーズZONE
- 秋葉原クロスフィールド
  - 秋葉原ダイビル
  - 秋葉原UDXビル
- 神田明神
- 3331 Arts Chiyoda

史跡・旧跡
- 東京師範学校附属小学校（現：筑波大学附属小学校） - 設立当初は神田区宮本町に存在。
- 千代田区立芳林小学校・幼稚園 - 家塾「芳林堂」を前身とする。現在の昌平小学校･幼稚園。
- 神田の家 - 千代田区指定有形文化財
- 東京市中央卸売市場神田分場 - 昭和3年に神田多町から移転、平成元年に大田市場へ統合。現在もJR明神坂ガード下にわずかに市場跡が残る。

## 出身人物
- 平井伸治（官僚、政治家） - 鳥取県知事。全国知事会会長。
- 緒方恵美（声優、女優、歌手）
- 笠間杲雄（外交官） - 旧末広町出身。
- 幸田成友（歴史学者） - 旧山本町出身。
- 笹川臨風（歴史家、評論家、俳人） - 旧末広町出身。
- 柳家小袁治（落語家）
- ベイカー茉秋（柔道家）
- 五代目古今亭志ん生 ― 旧亀住町出身。

### ゆかりのある人物
- 宇田川銀之助（共立土地建物取締役、資産家、酒醬油商） - 住所が神田同朋町[16]。

## その他

### 日本郵便
- 郵便番号 : 101-0021[4]（集配局 : 神田郵便局[17]）。